# Zanclognatha tarsipennalis
Zanclognatha tarsipennalis là một loài bướm đêm thuộc họ Noctuidae. Nó được tìm thấy ở châu Âu.

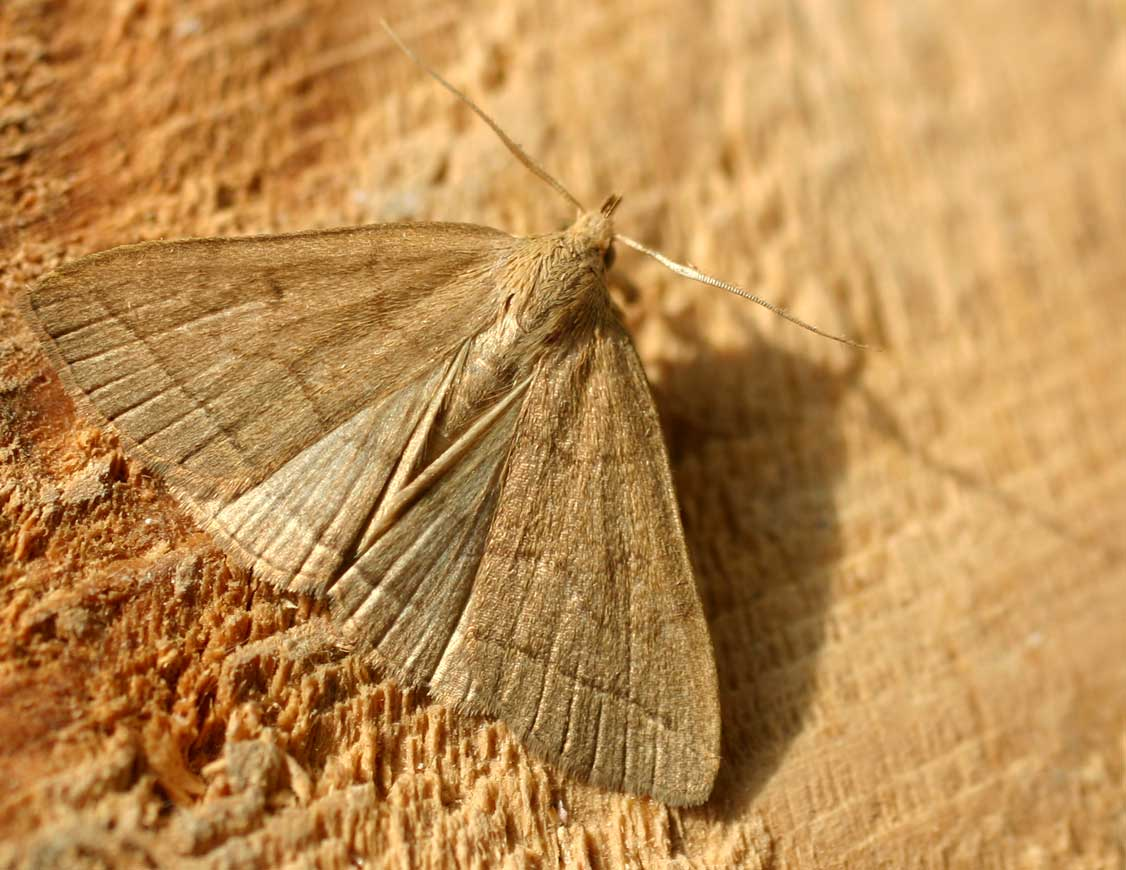

Chiều dài cánh trước là 13–16 mm. Con trưởng thành bay từ tháng 5 đến tháng 10 tùy theo địa điểm.
Ấu trùng ăn lá rơi của European Beech, sồi và Rubus.

## Hình ảnh

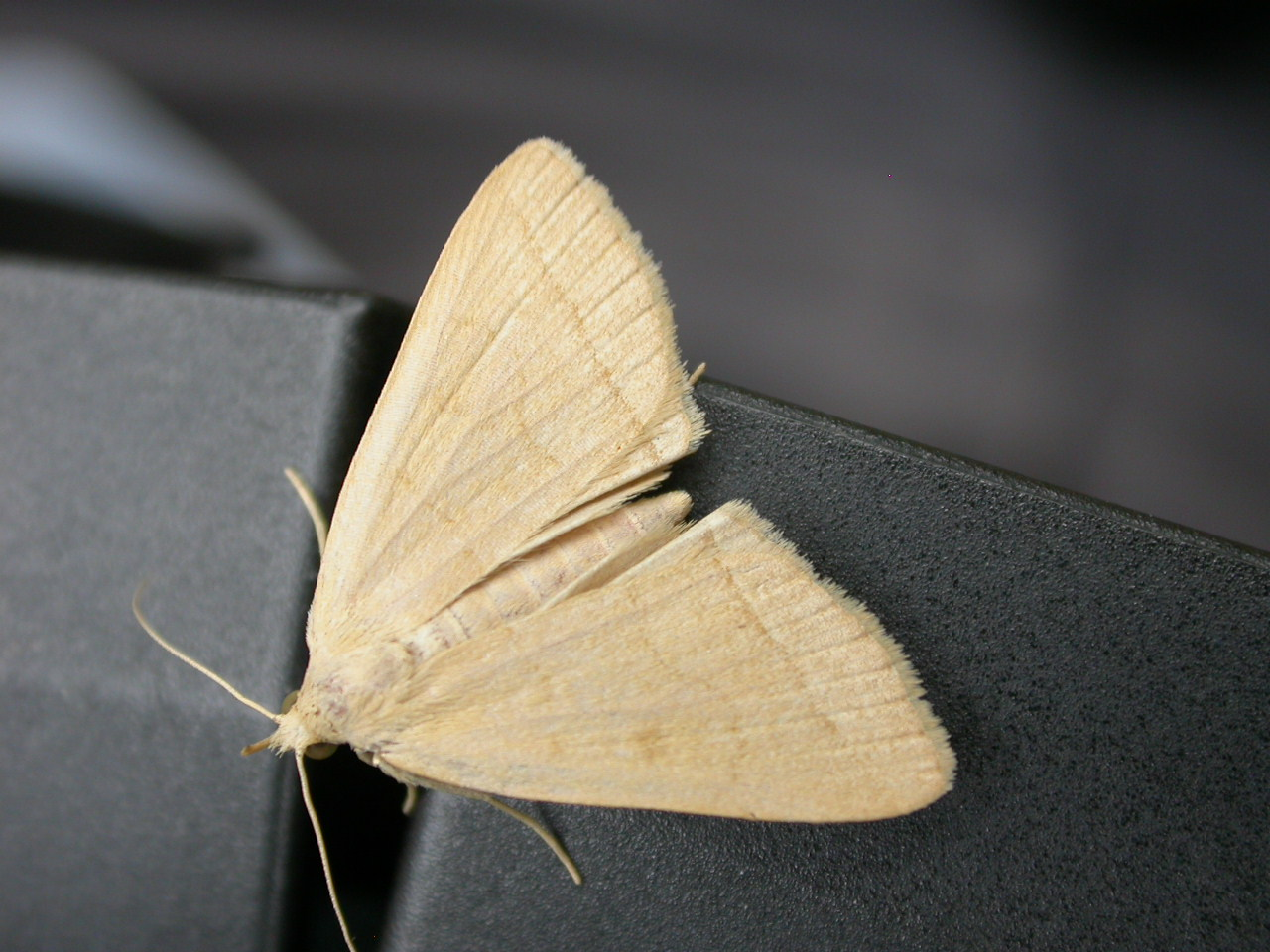
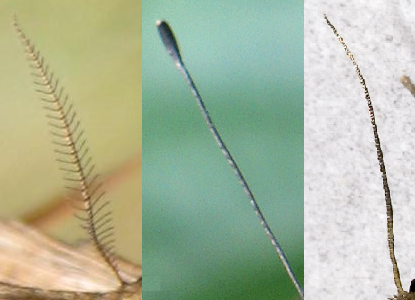
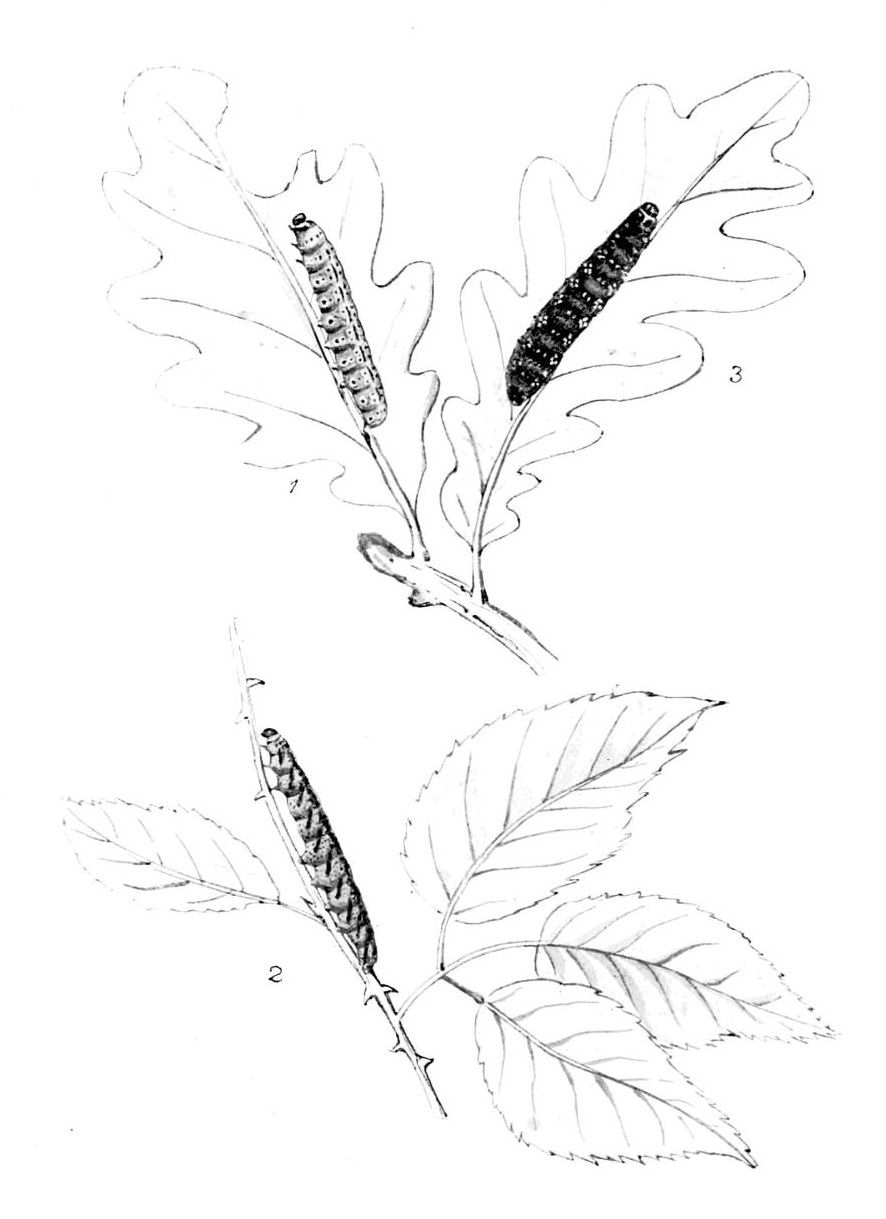
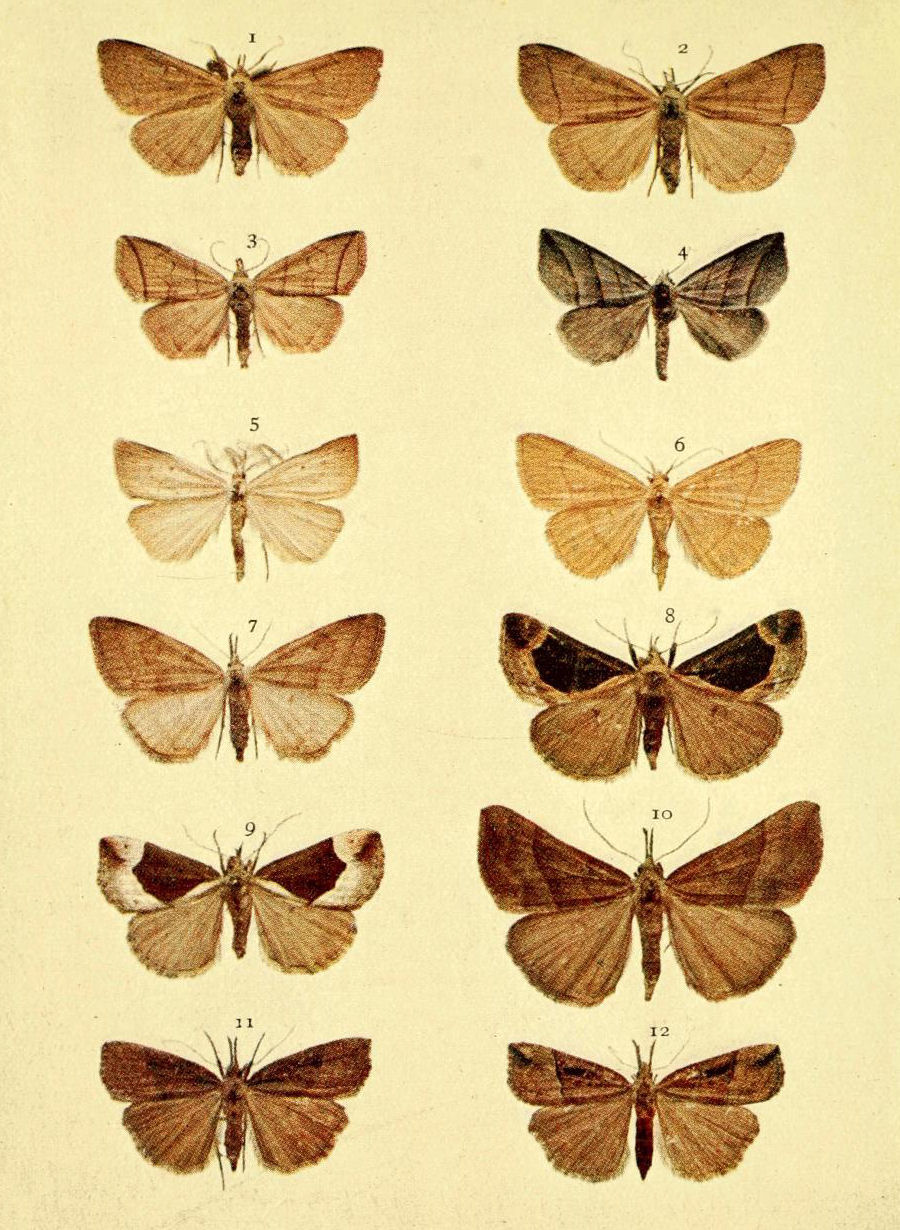